# Route 1 (Oman)
Die Route 1, R1 oder Batinah Costal Highway ist eine Autobahn im Sultanat Oman. Sie ist die wichtigste Ost-West-Achse des Landes. Diese führt von der Hauptstadt Maskat der Küste des Golfes von Oman über die Großstädte as-Sib, as-Suwaiq und Suhar bis an die Grenze zu den Vereinigten Arabischen Emiraten.

## Verlauf

### Region Maskat
Die Route 1 ist eine wichtige Verkehrsachse in der Muscat Capital Area. Am Wadi al Kabir R/A befindet man sich direkt am Sultanspalast Qasr al-ʿAlam. In südliche Richtung führt eine Straße nach Al-Bustan. Kurz nach dem Palast befindet sich das Maskat-Gate-Museum, ab hier ist die Straße eine Autobahn. Ebenso befindet sich hier der beliebte Ryiam Park. Nach 2 Kilometern fährt man die Muttrah Corniche entlang, eine der größten Schönheiten in Oman, hier befindet sich der Muttrah Souk. Über den Fish R/A und den Al Mina R/A kommt man zu einem Autobahnkreuz; hier befindet sich der größte LuLu-Hypermarket Omans. Nun gabelt sich die Route 1. In die eine Richtung führt die R1 über den Geschäftsbezirk Ruwi, von hier zweigt die Route 17 in Richtung Sur ab. Die andere Richtung ist eine Abkürzung. Beide Straßen treffen nach fünf Kilometern in Qurum wieder zusammen; hier befinden sich der Qurum Park und das Marah Land, ein Fahrgeschäftspark. Kurz davor beginnt der Muscat-Expressway. Nachdem die R1 wieder zusammen verläuft, heißt diese auch Sultan Qaboos Road. Weiter an der R1 liegt die British School Maskat und die Indian School Maskat. Die Muscat Grand Mall liegt am Knoten in Richtung Bowshar. Kurz darauf folgt der Ghala-Knoten, von hier aus kommt man zur Großen Sultan-Qabus-Moschee sowie zum Sultan-Qabus-Sportzentrum. Auch ist dies eine wichtige Anbindung zum Industriebezirk Ghala. Danach kommt der Airport-Knoten; von hier aus führt eine Straße zum Flughafen Maskat. Die Route 1 führt um den Flughafen herum, das Maskat City Centre liegt gegenüber. Am Burj as Sahwah R/A beginnt die Route 15 in Richtung Nizwa. Ebenso zweigt von hier die Zufahrt zur Sultan-Qabus-Universität ab. Drei Kilometer nach dem Kreisverkehr zweigen mehrere Abfahrten in die Stadt Sib ab.

### Dschanub al-Batina
Nun führt die Route 1 durch die Region Dschanub al-Batina. Der Knoten Al Rumays verbindet das Ende des Muscat-Expressway und die Stadt ar-Rumays. Nach 15 Kilometern zweigt am Barka-Knoten die Route 13 in Richtung Nachl und Awabi ab, ebenso die Straße nach Barka. Nach 35 Kilometern befindet sich der Muladdah R/A. Hier beginnt die Route 11 in Richtung Rustaq, sowie ins Zentrum von al-Muladda. Während der 35 Kilometer kann man in die Orte al-Masnaʿa, Abu Abali, Billa, Murajyat und in das Tourismusdorf Ras-al-Sawadi abfahren. Nach sieben Kilometern kann man vom Tharmad R/A in den Ort Al Mudayq sowie zum Wadum-as-Sahil-Militärstützpunkt abfahren. Nach zehn Kilometern ist der Suwaiq R/A auf der R1. Dieser verbindet die 28.000 Einwohner zählende Stadt as-Suwaiq mit dem Nationalstraßennetz, denn as-Suwaiq liegt weitere acht Kilometer weiter nördlich an der Küste.

### Schamal al-Batina
37 Kilometer nach dem Suwaiq R/A befindet sich der Al-Khaburah R/A. Hier beginnt die Route 9, die über das Hadschar-Gebirge bis zur Großstadt Ibri und in die Stadt al-Chabura führt. Während der 37 Kilometer durch die Batina-Ebene kann man zu den Dörfern Tawi Bedi Guish sowie Khalil abfahren. Nach weiteren 30 Kilometern befindet sich der Saham R/A. Saham ist vor allem für seine Vielzahl an ausländischen Schulen bekannt. Eine weitere Straße zweigt hier ab und verbindet abgelegene Bergdörfer im Hadschar-Gebirge. Zwischen Saham und al-Chabura befinden sich die Dörfer Dail und al-Qasabyat. 25 Kilometer nach der Stadt Saham befindet sich die viertgrößte Stadt des Omans, Suhar. Etwa zwei Kilometer vor dem Zentrum befinden sich die Royal Sohar Gardens, prächtige Gartenanlagen mit Parks. Im Zentrum ist der Sohar R/A und Knoten, hier beginnt die Route 8, die die inneromanischen Städte miteinander verbindet. Die Hauptstraße nach Suhar ist zweispurig. Hier befinden sich das Sohar Hospital und die Royal Oman Police Station für die Batina-Region. Vier Kilometer nach dem Knoten befindet sich die Sohar Mall. Während der 25 Kilometer zwischen Saham und Suhar befinden sich die Universität Suhar und kleine Siedlungen. Nach weiteren 17 Kilometern befindet sich der Falaj al Qabail R/A auf der R1; hier beginnt die Route 7; diese führt in Richtung Buraimi. Der Flughafen Suhar befindet sich nur einen Kilometer vom Kreisverkehr und drei Kilometer von Suhar selbst entfernt. Nach weiteren zehn Kilometern befindet sich der Suhar-Port-Knoten. Von hier aus führt eine Straße zum Hafen Suhars; ebenso erreicht man von hier aus die Kleinstadt Liwa. 50 Kilometer nach dem Hafen von Suhar befindet sich der Shinas R/A. Von diesem Kreisverkehr führt eine Straße zum abgelegenen Wadis im Inner-Oman. Die andere Ausfahrt führt ins Zentrum von Schinas. Ein markantes Bauwerk hier ist der Shinas-Tower. Nach weiteren acht Kilometern ist der Al-Aqar R/A auf der Route 1. Hier beginnt die Route 5, die über Hatta in den Vereinigten Arabischen Emiraten wieder über den Oman und danach nochmals in den Emiraten verläuft. Der Al-Aqar-Kreisverkehr verbindet auch Al-Aqar mit dem Straßennetz, auch liegt hier die Shinas Technology University. Das Wadi Hatta zerschneidet zwischen Shinas und Al Aqar das Land. Nach sieben Kilometern zweigt am Al-Bubaqarah R/A die Route 3 zur Grenze ins Nachbarland Vereinigte Arabische Emirate ab. Nach 16 Kilometern ist der omanische Grenzposten zum Nachbarland. Davor liegt nur noch die Grenzstadt Chatmat. Die Straße in dem Emirat Fudschaira hat keine Kennzeichnung. Die nächsten Städte sind Kalba und Fudschaira.

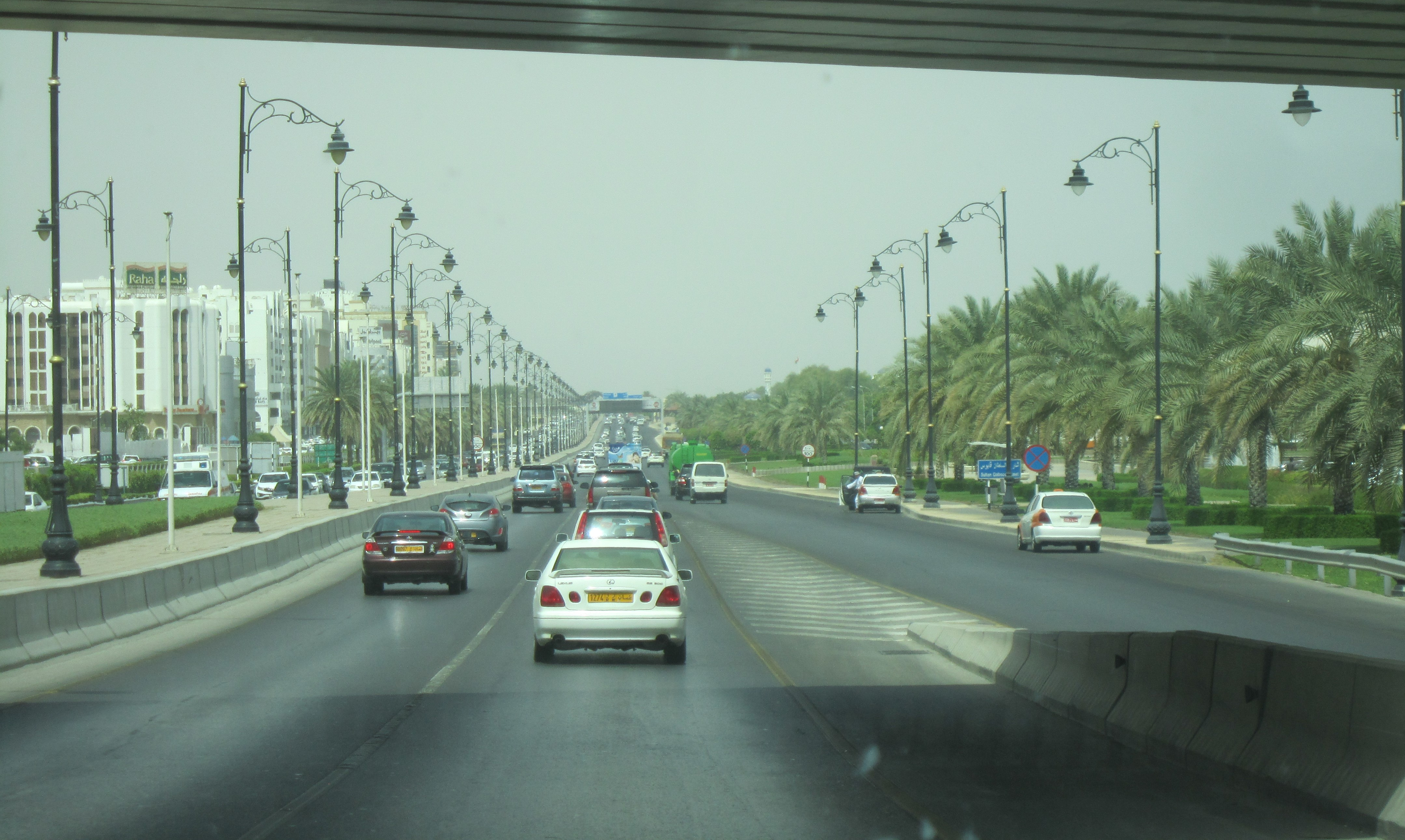
Route 1 in Maskat
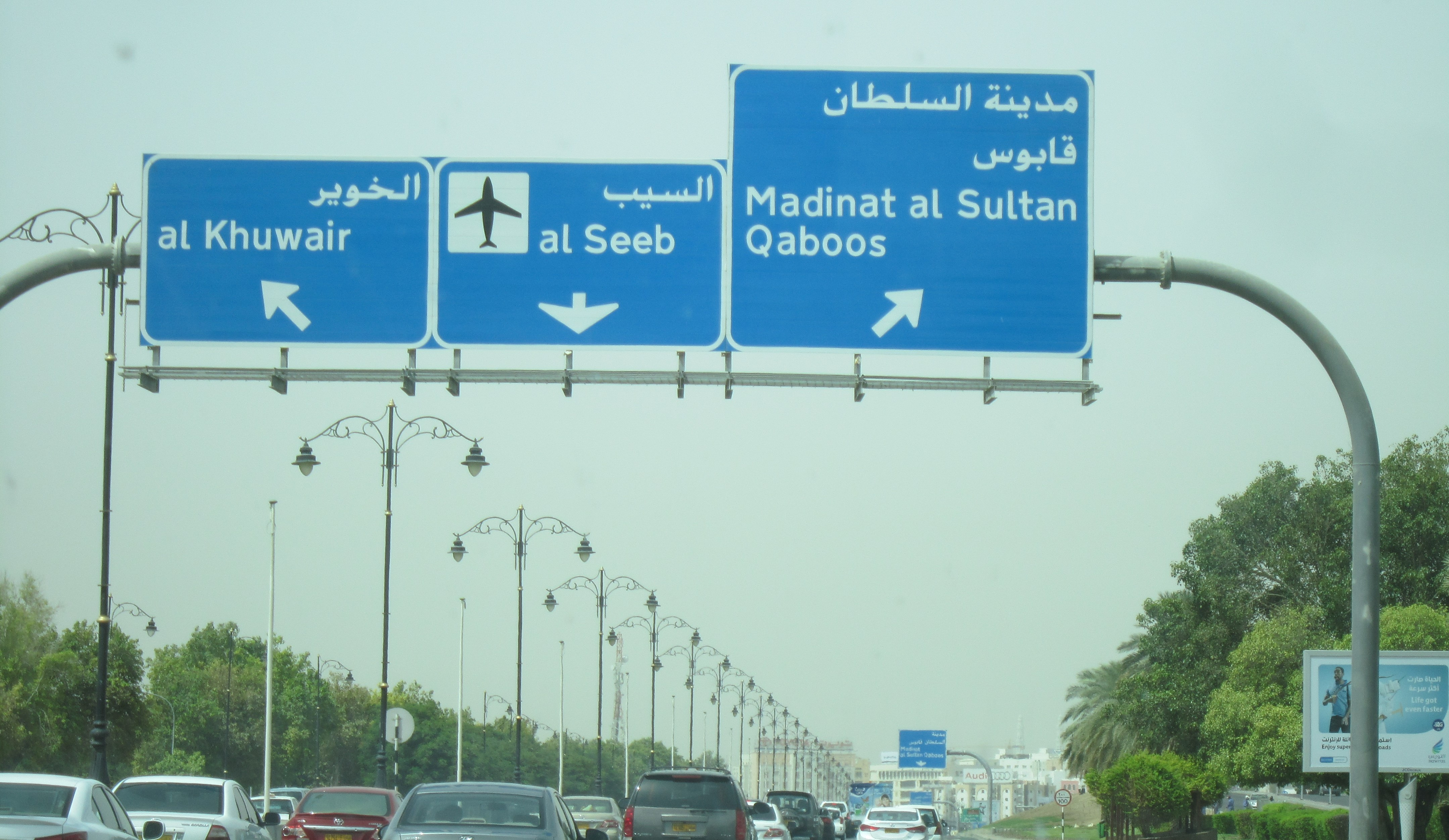
Wegweiser in Maskat